# Fomento (Uruguai)
 Fomento (coneguda oficialment en castellà com Playa Fomento) és una localitat balneària de l'Uruguai ubicada al departament de Colonia. Es troba sobre la vora nord del Riu de la Plata. Té una població bàsicament fluctuant, amb un gran increment durant els mesos de desembre i gener (estiu austral). Limita a l'est amb el Parc 17 de febrer de l'Església Valdesa.